# ウェンディ・フィネルマン
ウェンディ・フィネルマン（Wendy Finerman, 1960年8月2日 - ）は、アメリカ合衆国の映画プロデューサーである。1994年の『フォレスト・ガンプ/一期一会』をプロデュースしたことにより、スティーヴ・スターキー、スティーヴ・ティッシュと共に第67回アカデミー賞作品賞を受賞した。
同じく映画プロデューサーのマーク・キャントンは元夫である。
実業家のカレン・フィネルマンとは姉妹である。

## フィルモグラフィ
- Hot to Trot (1988) 製作
- フォレスト・ガンプ/一期一会 Forrest Gump (1994) 製作
- ブロンクス・ストリート I Like It Like That (1994) 製作総指揮
- ザ・ファン The Fan (1996) 製作
- フェアリーテイル FairyTale: A True Story (1997) 製作
- グッドナイト・ムーン Stepmom (1998) 製作
- 勇気ある挑戦 In a Class of His Own (1999) テレビ映画、製作総指揮
- クライムチアーズ Sugar & Spice (2001) 製作
- One for the Money (2002) テレビ映画、製作総指揮
- ドラムライン Drumline (2002) 製作
- Surrender, Dorothy (2006) テレビ映画、製作総指揮
- プラダを着た悪魔 The Devil Wears Prada (2006) 製作
- P.S. アイラヴユー P.S. I Love You (2007) 製作
- ラブ&マネー One for the Money (2011) 製作